# Paolo Fortunato Maria De Gruttis
Paolo, Fortunato, Maria De Gruttis conosciuto come Padre Paolo Fortunato Maria di San Paolo (Roccavivi, 3 marzo 1826 – Falvaterra, 28 dicembre 1905) è stato un presbitero italiano, dichiarato venerabile dalla Chiesa cattolica.

## Biografia
Paolo De Gruttis nacque nella valle Roveto a Roccavivi (AQ) in Abruzzo il 3 marzo 1826. Fu il primo dei sei figli di Luigi De Gruttis ed Angela Colone.
Tredicenne ricevette il sacramento della cresima nel 1839 dal vescovo di Aquino, Sora e Pontecorvo, Mons. Giuseppe Montieri. Si trasferì dopo un anno nel seminario di Sora dove restò per tre anni fino al 1842, quando maturò la convinzione di dedicare la propria vita al Verbo di Dio in concomitanza con l'arrivo nella comunità sorana dei Passionisti, presenti nella Terra di Lavoro già dal 1748.
Nel 1843 avviò il noviziato nel convento di Paliano (FR) acquisendo il nome di Fortunato Maria.
L'anno successivo, dal 15 giugno 1844, iniziò la professione di confessore, esorcista e direttore spirituale.
Successivamente si trasferì nel convento di Ceccano, infine in quello di San Sosio martire a Falvaterra.
Venne ordinato sacerdote il 23 dicembre 1848 a ventidue anni di età. Esercitò il sacerdozio per un decennio peregrinando tra Lazio meridionale e Campania.
Nel 1857 terminò le predicazioni nei vari centri situati tra Poggio Mirteto e Caserta stabilendosi nel convento di Falvaterra.
Il 4 novembre 1905, già malato, fu colpito da una grave paralisi. Morì a Falvaterra all'alba del 28 dicembre 1905, nel convento dove fu ministro di grazia e perdono.
Il 6 settembre 1926 avvenne l'esumazione della salma e la traslazione nella chiesa di San Sosio a Falvaterra. Il processo informativo che portò al riconoscimento del titolo di Venerabile ebbe inizio il 19 dicembre 1957 con il "processo informativo". Il 9 febbraio 1992 ci fu il riconoscimento della "eroicità delle virtù". 
Padre Paolo Fortunato Maria De Gruttis fu ufficialmente dichiarato Venerabile da Papa Giovanni Paolo II l'11 luglio 1992.

### Il titolo di Venerabile
Il 18 febbraio 1992 il congresso speciale della Congregazione della Causa dei Santi, discusse la "Positio super virtitutibus" del Padre Fortunato Maria di S.Paolo e, all'unanimità, riconobbe e approvò "l'eroicità delle virtù del Servo di Dio". Il 19 maggio l'Assemblea dei Vescovi e dei Cardinali ratificò il voto del congresso.
L'11 luglio 1999 venne promulgato il decreto di "Venerabilità". 
Uno stralcio dell'approvazione:
"La discussa fama di santità non nasce dal nulla. Al vederlo sempre fedele al suo servizio di confessore nonostante la menomazione fisica, sempre sollecito al bene spirituale e materiale altrui, sempre pronto a perdonare in nome di Dio, sia pure talora con forza e severità, perché ciò era esigito dal maggior bene dei penitenti, il popolo aveva la percezione di stare davanti ad un individuo eccezionale di santità non comune, eroica appunto, la quale non consiste nel compiere azione eccezionale e sensazionali ma nell'adempimento fedele dei doveri del proprio stato a dispetto del logorio della vita di tutti i giorni, senza mai deflettere". L'attualità della figura del Servo di Dio Fortunato Maria di S.Paolo sta soprattutto nella sua fisionomia spirituale di questo sacerdote-religioso il quale ha esercitato una forte promozione della vita cristiana e delle virtù come guida spirituale al nascondimento del suo confessionale, così costituisce un esemplare richiamo per tutti i sacerdoti a non disattendere questo luogo sacramentale di riconciliazione e di rinnovamento dalla vita cristiana pur senza nulla togliere alla missione catechetica e di evangelizzazione". La vita del P.Fortunato è un messaggio eloquente proclamato da Dio per i nostri giorni, specialmente per i Sacerdoti che non trovano mai il tempo di dedicarsi all'ascolto dei fedeli nella confessione e nella Direzione Spirituale. È un messaggio di prudenza e di equilibrio per quanti esercitano il ministero dell'esorcismo....".